# Chaima Edinari
Chaima Edinari (en árabe: شيماء الديناري‎; 19 de julio de 1999) es una deportista marroquí que compite en judo. Ganó una medalla de oro en los Juegos Panafricanos de 2019 y dos medallas de bronce en el Campeonato Africano de Judo, en los años 2021 y 2024.

## Palmarés internacional
| Juegos Panafricanos | Juegos Panafricanos | Juegos Panafricanos | Juegos Panafricanos |
| Año                 | Lugar               | Medalla             | Categoría           |
| ------------------- | ------------------- | ------------------- | ------------------- |
| 2019                | Rabat (Marruecos)   | Medalla de oro      | –48 kg              |
| Campeonato Africano |                     |                     |                     |
| Año                 | Lugar               | Medalla             | Categoría           |
| 2021                | Dakar (Senegal)     | Medalla de bronce   | –48 kg              |
| 2024                | El Cairo (Egipto)   | Medalla de bronce   | –52 kg              |